# Белмекен (язовир)
Вижте пояснителната страница за други значения на Белмекен.
„Белмекен“ е язовир в южна България, разположен на 1923 метра надморска височина на горното течение на Крива река в планината Рила и в землището на село Сестримо. Той е най-високият язовир с насипна язовирна стена на Балканския полуостров и най-високото водохранилище в Източна Рила. Язовирът носи името на близкия връх Белмекен.
Язовир „Белмекен“ има две язовирни стени – главна стена в североизточния край, която е каменнонасипна с глинено ядро и височина 88,2 метра, като в нея е вграден главният изпускател на язовира, и контрастена в югозападния край, която е земнонасипна с глинено ядро и височина 23,1 метра и включва преливника на язовира. Водохранилището е с общ завирен обем 144,1 млн. m³ и залята площ 4,6 km².
Язовир „Белмекен“ е главното акумулиращо и регулиращо оттока съоръжение на Каскадата „Белмекен-Сестримо-Чаира“. Той служи за горен изравнител на двете основни помпено-акумулиращи водноелектрически централи (ПАВЕЦ) в България – ПАВЕЦ „Белмекен“ и ПАВЕЦ „Чаира“ и има голямо значение за електропроизводството, като енергийният му обем е 480 GWh.
Язовирът е построен между 1964 и 1974 година. През следващите години в язовирната стена се развива повишена филтрация и суфозия, поради което през 1986 година нивото на водата в него е намалена. През 1989 година язовирът е напълно източен за ремонти на стената и изграждане на съединителна деривация за строящата се по това време ПАВЕЦ „Чаира“. Нормалната експлоатация е възстановена през 1991 година.
Язовир „Белмекен“ се захранва гравитачно от система събирателни деривации, които улавят води от рилската част на водосборните басейни на реките Марица (45%), Места (32%) и Струма (23%) с обща площ 219 квадратни километра. Тя включва деривациите „Джаферица“, „Марица 1900“ и „Грънчар“, заедно с допълнителните канали „Благоевградска Бистрица“, „Илийна“ и „Манастирски“.
Изходни пунктове за туристически походи към язовира са село Сестримо и местността „Юндола“. Западно от контрастената на язовира е изграден спортният комплекс „Белмекен“.

## Галерия
- Белмекенският язовир
- Язовирът през пролетта
- Поглед от връх Белмекен
- яз. Белмекен (гледан от вр. Белмекен -2626 м.)